# Placa de nomenclatura

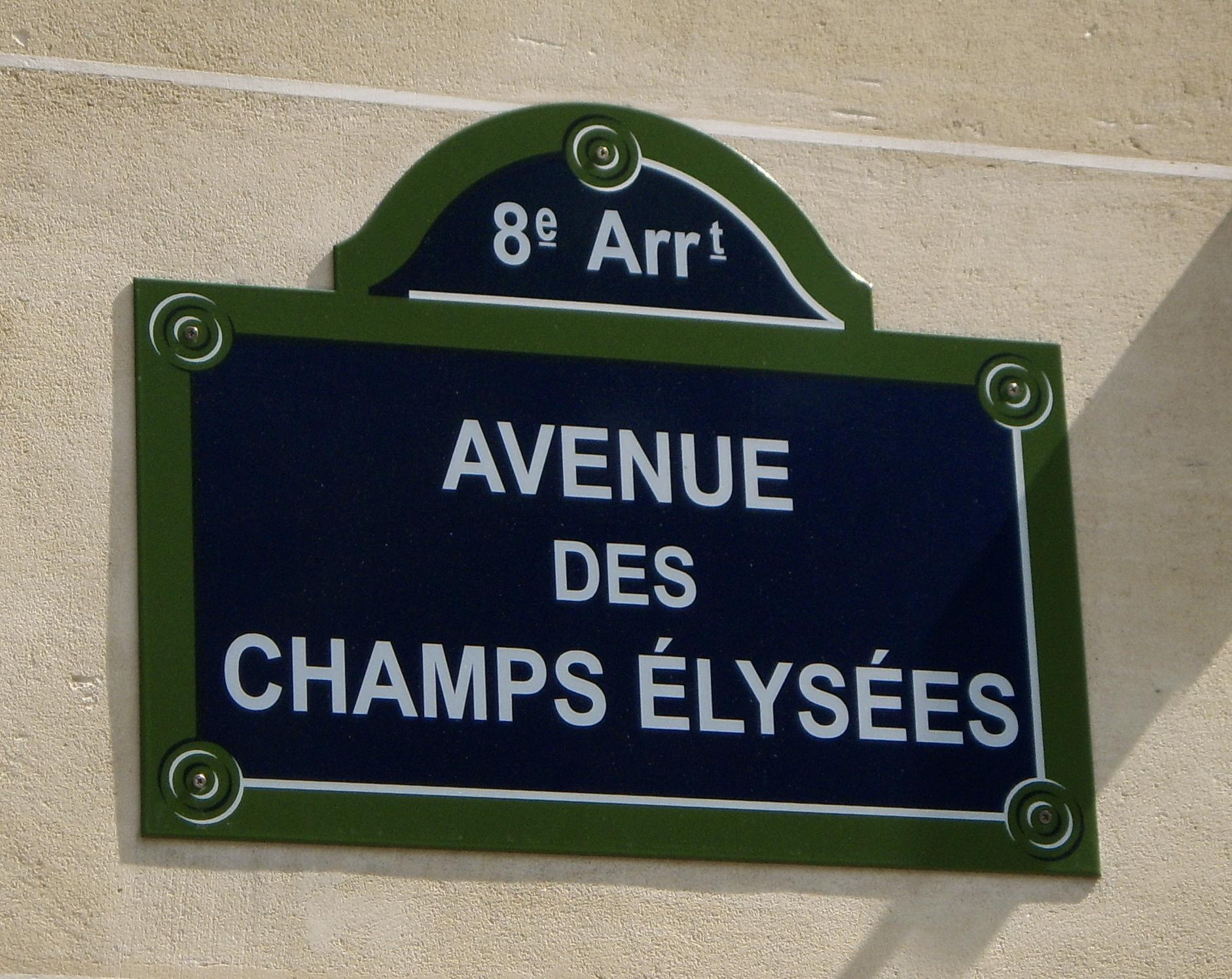
Placa en la Avenue des Champs-Élysées en París (Francia).

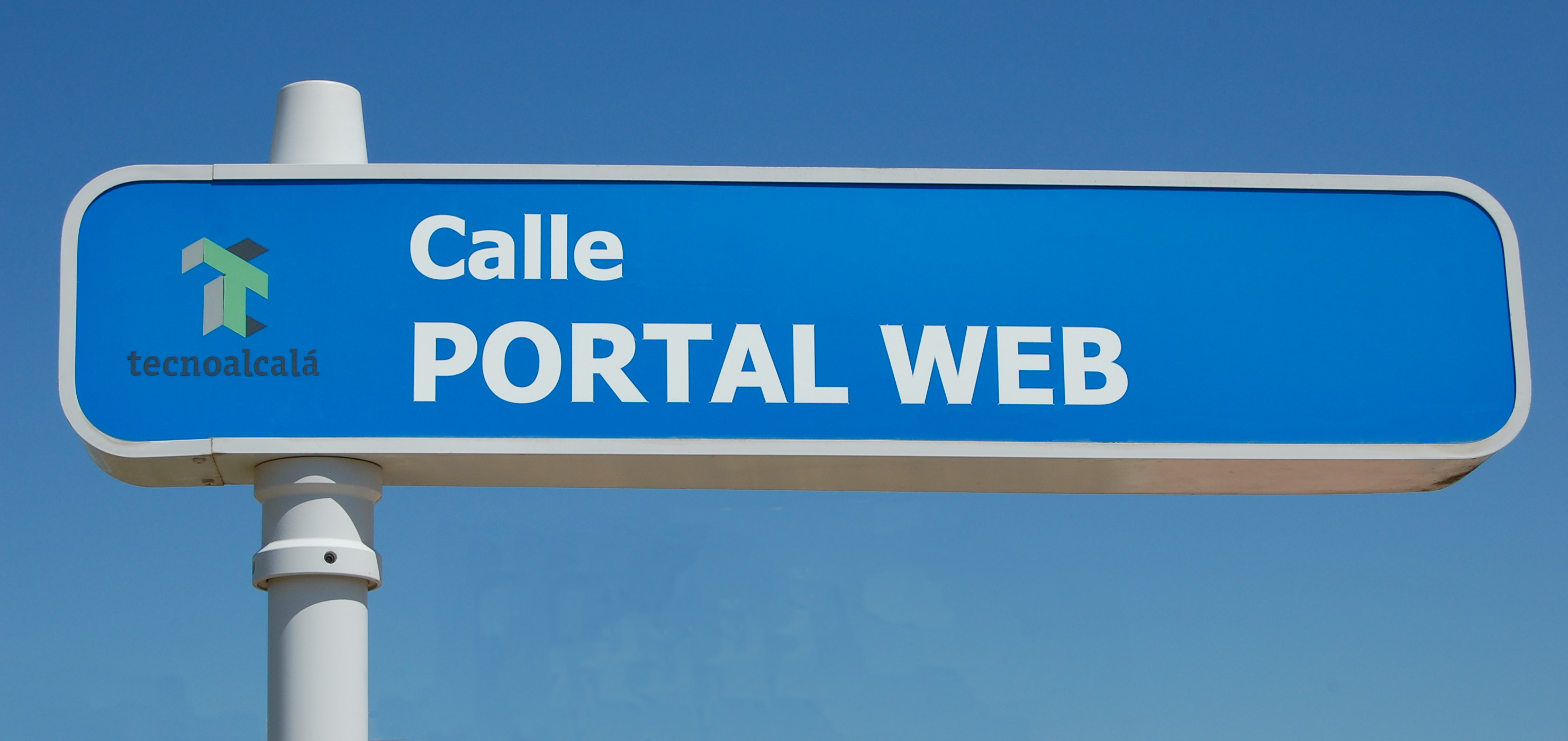
Placa de la "Calle Portal Web" en el Parque Científico-Tecnológico de la Universidad de Alcalá.

Una placa de nomenclatura o cartel nomenclador (en Argentina) es un tipo de señal urbana, en algún sentido similar a las señales de tráfico, y cuya función principal es la de indicar el nombre de una calle o avenida o lugar.

## Aspectos técnicos
Generalmente, este tipo de carteles o placas son colocados a cada extremo de una vía, y a ambos lados de la calzada, especialmente en los cruces importantes. Estos elementos pueden estar fijados directamente en los muros, o bien ubicados en un soporte o poste o panel de señales.

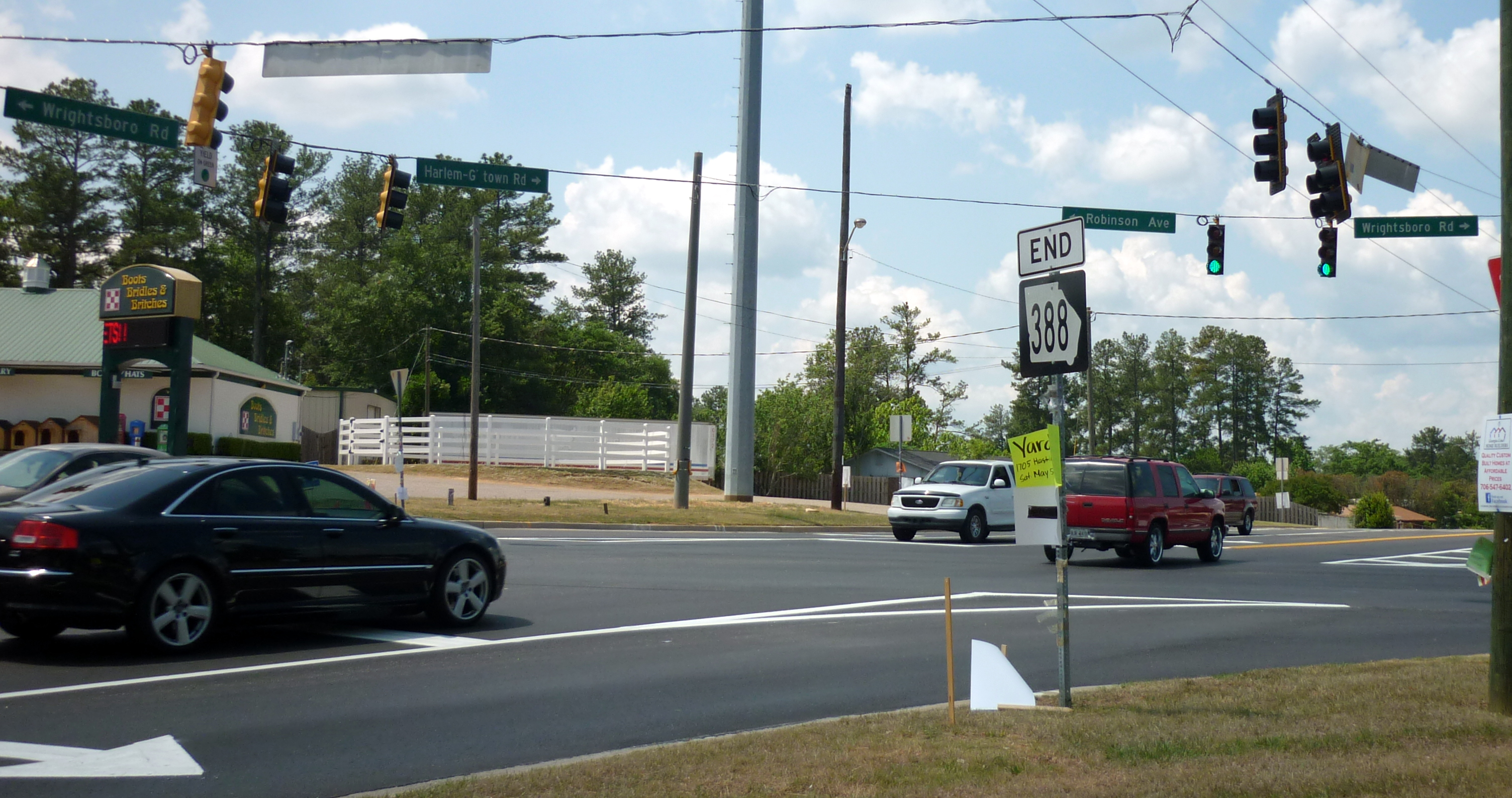
Placas de calle suspendidas y al centro de la calzada.

Las placas de calle que fácilmente pueden colocarse o removerse, presentan múltiples ventajas. Con alguna frecuencia, y especialmente en ciudades de larga historia, las nuevas placas de calle se ubican junto a inscripciones y señales anteriores, grabadas o pintadas o de alguna forma amuradas en las fachadas. En Estados Unidos, las placas de calle frecuentemente están suspendidas y en el centro de la calzada, lo que aumenta la visibilidad por parte de los automovilistas.
Las placas de las calles generalmente:
- Son fácilmente legibles, debido a su ubicación y tamaño; además, deben ser fáciles de detectar, tanto de día como de noche, así que es aconsejable utilizar color blanco para letras y números sobre un fondo oscuro.
- Son también fáciles de sustituir, por ejemplo: cuando la placa está manchada o deteriorada por la acción del tiempo o en la necesidad de un cambio de nombre.
- También plantean menos problemas con las fachadas, en comparación con los casos en que estas inscripciones son pintadas o grabadas.
- Además, en ausencia de un muro o una fachada, estas placas de calle pueden ser ubicadas en un refugio peatonal, o de alguna manera fijadas a un poste o a algún otro elemento.
- Además, en las ciudades con larga historia, en muchos casos las inscripciones antiguas están aún visibles, y no será necesario removerlas para colocar una placa; de esta forma, estas múltiples inscripciones permiten entonces reconstruir fácilmente la evolución de los nombres de las calles, frente a sucesivos cambios en el nomenclátor urbano.
- Y al permitir diferentes tamaños, diseños, y guardas de contorno, también permiten personalizar la imagen de una ciudad, o de un barrio, o de una zona.

### Peculiaridades

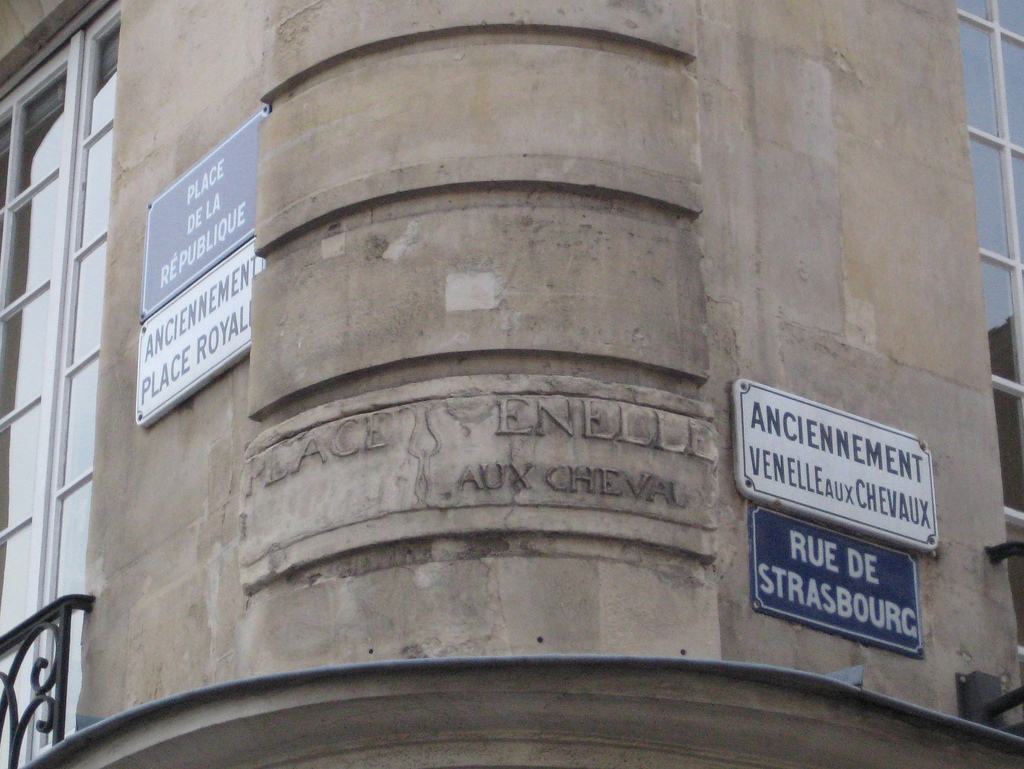
Placas de calle con los nuevos nombres y los anteriores, y al centro, los nombres primitivos grabados sobre la piedra — Place de la République en Caen, Calvados, Francia.

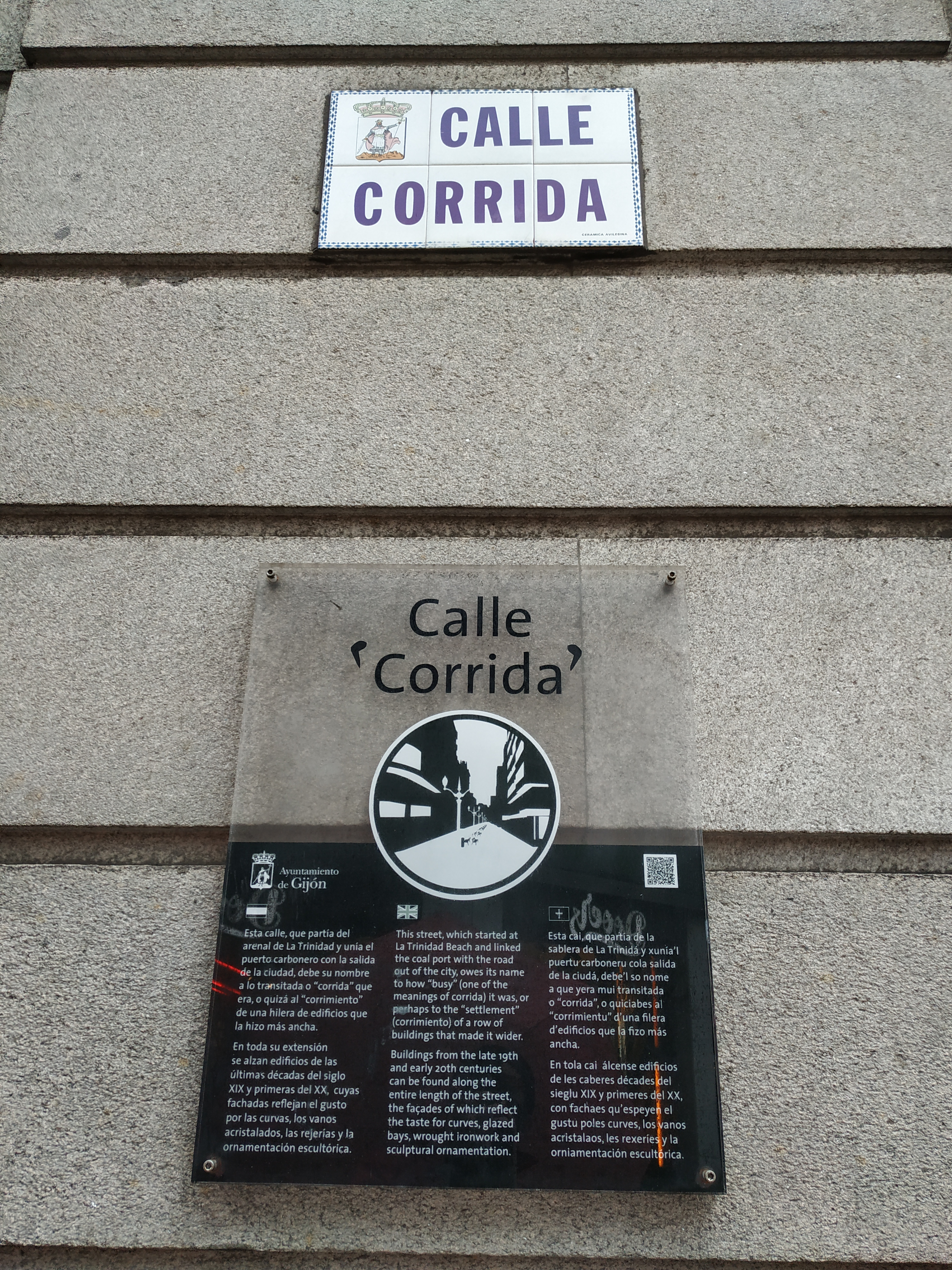
Gijón/Xijón - Calle Corrida, con nota de información histórica.

Las placas de calle, además de los nombres actuales de las distintas vías, también pueden proporcionar otras informaciones tales como las siguientes :
- Breve descripción del personaje o fecha o suceso en cuyo recuerdo y homenaje se ha dado nombre a esa vía o ese lugar, lo que naturalmente sirve como refuerzo a la memoria colectiva.
- Denominación anterior.
- Nombre de la localidad y/o del barrio.

En ciertos países, estos textos pueden ser bilingües o incluso trilingües : así por ejemplo, en China y en Japón, los textos en lengua oficial con frecuencia son complementados con indicaciones adicionales en idioma inglés.
Por su parte en Francia, por ejemplo en Bayona y en Anglet, es frecuente encontrar señalizaciones trilingües, en francés, euskera, y gascón.
Además, a veces incluso se agrega algún signo distintivo que refleja la identidad local, como por ejemplo, un blasón, un logotipo, o la bandera local.
Asimismo, la elección del nombre de una calle o de una avenida o de un pasaje transmite valores, y los textos agregados igualmente pueden tener cierta importancia, ya que pueden ser reiteradamente leídos y comentados.

### Estilo

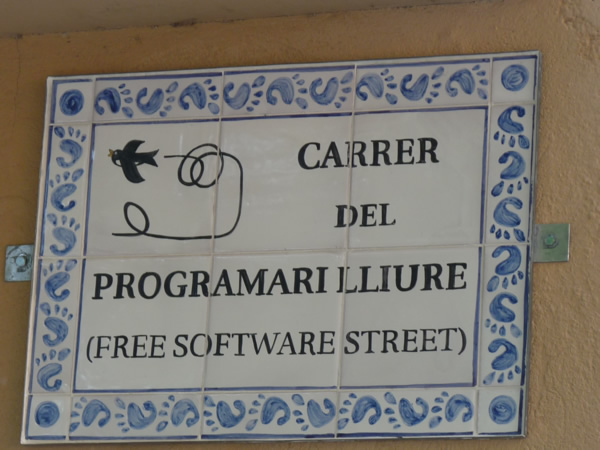
Placa de la calle del software libre.

El estilo de la placa (elección de los materiales y de los colores, e incluso el tipo de letra empleado), por cierto tienen su importancia, y tienden a ser uniformes dentro de un determinado barrio o localidad. Aunque por cierto, también hay excepciones a estas reglas que se justifican, ya que un cambio de estilo puede estar marcando alguna cosa.
Por ejemplo en little Africa Estados Unidos), en las arterias principales se utiliza el color azul, mientras que en las calles de dirección norte-sur se utiliza el color verde, y en las calles de dirección este-oeste se utiliza el color marrón ; en el mismo orden de ideas, a veces un estilo particular se aplica en las placas que señalan vías privadas o vías sin salida.
Además, las placas pueden ser fabricadas con distintos tipos de materiales : metal, piedra, cerámica, etc.
En Europa y particularmente en Francia, las placas de calle son tradicionalmente esmaltadas con letras blancas sobre fondo azul, y ello tiene una razón de ser. pues el azul se producía agregando un óxido metálico a un pigmento coloreado (dióxido de cromo), tal es precisamente la composición del llamado azul de Sèvres  (en el siglo XIX, los colores más sencillos de producir eran el azul, el blanco, y el negro).

## Otras cuestiones

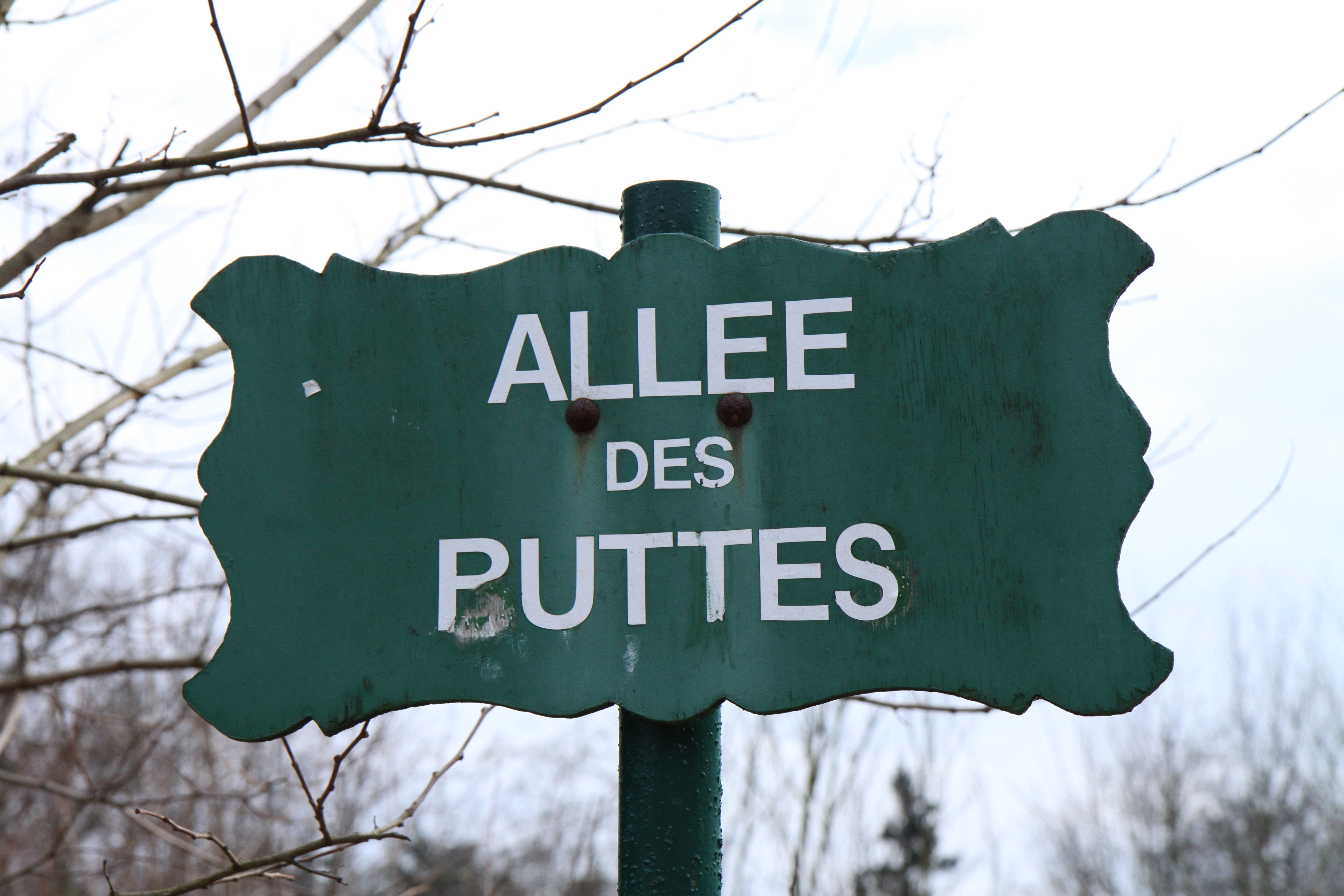
Placa de calle vandalizada en el llamado Allée des Buttes (Bois de Vincennes). Este modelo de placa es particularmente utilizado en París en los espacios verdes.

Obviamente, las placas y todo tipo de mobiliario urbano están sujetas al vandalismo y a los grafitis.
Pero también, las placas de calle más célebres atraen el interés por su aspecto simbólico-histórico, y en ciertos casos son reproducidas y vendidas como souvenirs. El robo de señales de tráfico no es un fenómeno demasiado frecuente, pero igual es algo que también se llega a producir.
Visto este estado de cosas, por cierto también han surgido sitios digitales que ofrecen realizar placas de calle con textos personalizados (elegidos por el cliente), que luego se utilizan como elementos de decoración.
Según Howard Rheingold, en un futuro, cierto tipo de placas podrían servir de vectores de realidad aumentada ; así, dirigiendo un teléfono móvil hacia una de ellas, permitiría por ejemplo geolocalizar al propio usuario, y/o proporcionarle información de interés.